# 山口大口
山口 大口（やまぐち の おおぐち、生没年未詳）は、飛鳥時代の仏師。氏は漢山口（あやのやまぐち）や山口大口費（やまぐちのおおぐちのあたい）とも記される。姓は直。

## 出自
山口氏（山口直）は後漢霊帝の後裔である東漢氏の一族にあたる漢系渡来氏族。都賀直の四世孫にあたる都黄直の子孫とされる。

## 経歴
孝徳朝の白雉元年（650年）詔を受けて千仏像を製作した。作品に法隆寺金堂の広目天像があり、一説では百済観音の作者ともされる。